# Volli Station
Volli Station (Volli holdeplass) er en tidligere jernbanestation på Bergensbanen, der ligger ved Voll gård i Raundalen i Voss kommune i Norge. Mens den var i drift bestod den af et spor og en kort perron af træ med et læskur.
Stationen blev oprettet som trinbræt 15. maj 1936. Oprindeligt hed den Voll, men stavemåden blev ændret til Volli i januar 1938. Indtil betjeningen med persontog ophørte 9. december 2012, blev stationen betjent af lokaltog mellem Bergen og Myrdal.